# Gambia Bird
Feel the Warmth
Gambia Bird est une compagnie aérienne africaine créée par la compagnie allemande Germania, basée à l’Aéroport international de Banjul, en Gambie. 
Elle a commencé ses activités le 22 octobre 2012 avec deux Airbus A319, fourni par Germania. Initialement, elle devait commencer ses activités le 15 octobre 2012.

## Histoire
Gambia Bird est détenue à 90 % par Germania, une compagnie allemande spécialiste des vols charters à destination de l’Europe et de l’Afrique du Nord. 
En 2009, Germania a décidé de créer une compagnie régulière, dédiée aux voyageurs d’affaires et aux touristes, en Afrique de l’Ouest, une région où le trafic aérien est destiné à croître dans les années à venir. La Gambie étant un pays stable dans la région, elle a choisi l'aéroport international de Banjul comme base de sa nouvelle compagnie. 

Le 14 septembre 2012, Gambia Bird a reçu son premier Airbus A319, loué à Germania.  

Le 22 octobre 2012, elle a commencé ses activités commerciales.

## Flotte

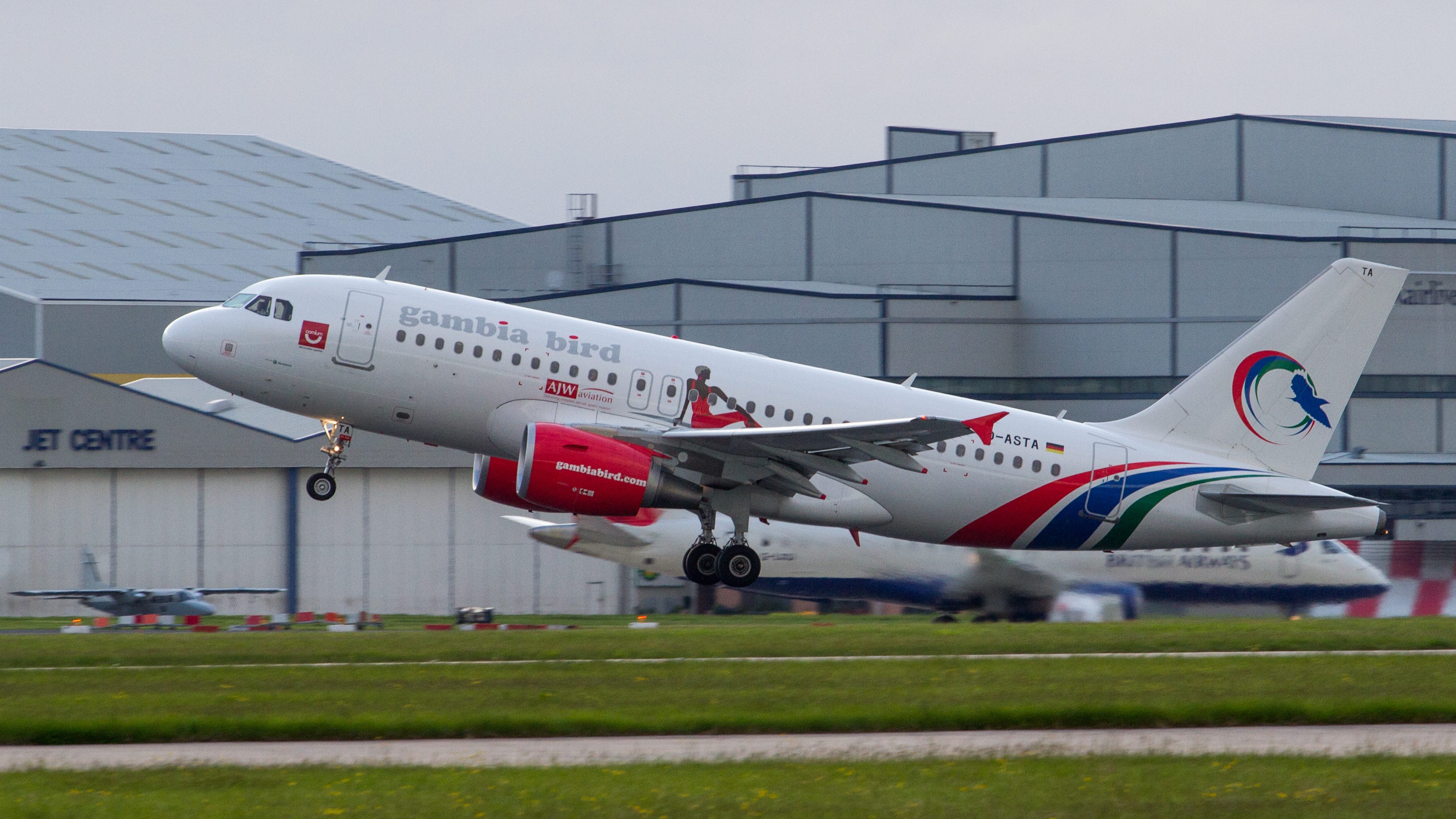
Un Airbus A319 de Gambia Bird (immatriculation D-ASTA) à l'aéroport de Manchester en juin 2013.

Gambia Bird opère aujourd’hui deux Airbus A319-100 d’une capacité de 138 sièges : 12 places en classe Affaires et 126 en classe Économique.

## Destinations
En novembre 2012, Gambia Bird dessert depuis l’aéroport international de Banjul, huit villes en Afrique de l’ouest:

- Accra (Ghana)
- Bissau (Guinée-Bissau)
- Conakry (République de Guinée)
- Dakar (Sénégal)
- Freetown (Sierra Leone)
- Monrovia (Liberia)
- Lagos (Nigeria)
- Douala (Cameroun)

Et trois destinations en Europe 
- Londres (Royaume-Uni)
- Barcelone (Espagne)
- Milan (Italie)